# Sakupljači magle
Sakupljači magle su jedan od alternativnih način prikupljanja vode iz magle. Veliki komadi platna koriste se za prikupljanje magle. Hvatanjem magle na platno kapljice padaju u kanal koji se nalazi neposredno ispod platna. Prikupljene kapljice se potom odvode u spremnike. Vodena para iz zraka kondenzira na hladnim površinama pri čemu na površini nastaju kapljice – rosa. Fenomen se najbolje zapaža na tankim, ravnim vidljivim površinama uključujući i lišće i travke. Procesom zračenja toplina prijelazi s površine u okolinu, vlaga iz atmosfere se brže sakuplja nego što isparava, što rezultira nastankom kapljica vode.

## Povijest
Prirodna pojava prikupljanja magle prvi put je uočena kod kukaca i biljaka. Skarabej s područja pustinje Namib, poznat i pod nazivom Sakupljač magle (Stenocara gracilipes) živi od vode koja se nakuplja na njegovim krilima zbog pozicija na njegovom tijelu alternativne hidrofilije i hidrofobije.
Obalne sekvoje mogu preživjeti na maloj količini vode upravo zbog kondenzata koji se apsorbira u korijenje. Prvi izum za sakupljanje magle datira iz vremena Inka. Posude su se postavljale ispod sekvoja kako bi se iskoristio prirodni fenomen.
Suvremeni sakupljači magle po prvi put se počinju proučavati 1900-ih. Prvi zapisi o korištenju sakupljača magle, potječu iz Južne Afrike, 1969. godina, gdje se sakupljena magla koristila kao izvor vode u žračnoj bazi. Projekt je realiziran s 2 mreže, površine 100 m2. Prosječno je proizvedeno oko 11 litara vode dnevno, u periodu od 14 mjeseci koliko je trajalo istraživanje, što je 0,5 l vode po m2.

## Način prikupljanja vode
Magla obično sadržava od 0,05 do 0,5 grama vode po metru kubnom, s kapljicama od 1 do 40 mikrometara u promjeru. Magla se polako stvara i nošena je vjetrom. Stoga se mreže moraju postavljati na vjetrovita mjesta, struktura materijal mreže treba biti finije i čvrste obrade, kako ne bi došlo do otpuhivanja mreže uzrokovanog jakim vjetrom. Kapljice se hvataju na mrežu, drugi sloj mreže se naslanja na prvi i svojim pomicanjem stvara prolazak kapljica prema dnu mreže gdje se nakuplja u kanal i odvodi.

## Dijelovi sakupljača magle
Sakupljači magle sastavljeni su od tri osnovna djela: okvira, mreže i kanala za prikupljanje vode.
Okvir pridržava mrežu. Okvir može biti napravljen od različitih materijala, kao što su nehrđajući čelici pa sve do okvira načinjenih od bambusa. Oblici okvira variraju, tako mogu biti geometrijski, cilindrični i dr. Linearni oblici su obično pravokutnici s krajnjim točkama pričvršćenim u zemlji, na vrhovima se provlači uže koje se potom pomoću klinova zabija u zemlju kako bi se osigurala dodatna sigurnost.   
Mreža kao najvažniji dio ovog sustava sastoji se od vlakana koje su međusobno isprepletene te se između njih nalaze male rupice koje se oblažu s kemikalijama u svrhu što bolje kondenzacije. Kemikalije smanjuju histerezu kontaktnog kuta kapljica vode, što omogućava stvaranje više kapljica. Mreža koja se koristi je Shade Cloth, zbog njenih odličnih karakteristika i zbog pristupačnosti na lokalnoj razini u nerazvijenim zemljama. Vlakna karakteriziraju hidrofilna i hidrofobna svojstva, što povećava kondenzaciju. Tako napravljena mreže dohvaća 2% vlage iz zraka, smanjivanjem rupica i veličine niti učinkovitost se povećava. Najbolje mreže su napravljene od nehrđajućeg čelika s nitima veličine od tri do četiri vlasi kose i s rupicama koje su dvostruko veće od niti. Ovakva vrsta mreže može uhvatiti 10% vlage u zraku.
Na samom dnu mreže nalazi se kanal i spremnik za vodu. Ako  je kolektor magle kružni, voda se pohranjuje u bazenu na dnu mreže. 

## Moderne metode
Nakon prvog istraživanja u Južnoj Africi, sljedeće veliko istraživanje započinje 1987. godine. Započeli su ga Katoličko sveučilište Čilea i Internacionalna organizacija za razvitak i istraživanja (International Development Research Centre Canada) u Kanadi. U Sjevernoj Italiji postavili su 100 mreža, površine 48 m2. Rezultat tog projekta bio je proizvodnja 0,5 l vode za svaki metar kvadratni ili ukupno 33 litre vode po stanovnika (300 stanovnika) mjesta svaki dan.

### Kanadski projekt
Sredinom osamdesetih, Meteorološka služba Kanade (MSC) započela je gradnju i postavljanje kolektora na Mount Sutton u Quebecu. Kolektori su se sastojali od velikog komada platna (dimenzija 12 x 4 m) koji se protezao između dva drvena stupa u razmaku od 6 m, pričvršćeni s užadi, a na dnu se nalazi kanal i spremnik. 

### Čileanski projekt
Namjera kanadskog projekta bila je korištenje sakupljača magle u svrhu proučavanja sastava magle. Međutim, njihov uspjeh izazvao je interes znanstvenika u čileanskoj Nacionalnoj šumskoj korporaciji (CONAF) i Katoličkom sveučilištu u Čileu kako bi iskoristio oblake Camchanca ili Garu (garúa) koji prekrivaju sjevernu obalu Čila u zimskim mjesecima. Uz financiranje Međunarodnog istraživačkog centra za razvoj (IDRC), MSC je surađivao s Čileancima kako bi započeo testiranje različite načine prikupljanja na planini El Tofo u sjevernom Čileu. Kada je planiranje završilo, oko 50 sustava je podignuto i započelo je korištenje vode iz magle za navodnjavanje, koje je trebao rezultirati pošumljavanjem. Ako bi se sadnice primile, one bi počele same za sebe prikupljati maglu, poput ostalih prašuma u Južnoj Americi, te bi se tako vratio život.
Međutim, uspjeh projekta pošumljavanja ostao je nerealiziran zbog poteškoća nastalih tijekom planiranja oko pet godina nakon početka projekta, obližnje selo Chungungo počelo je zahtijevati spuštanje cjevovoda u selo. Premda to nije bio u okviru CONAF-a, dogovoreno je proširenje sabirnog objekta na 94 mrežna sakupljača s rezervnim spremnikom i cjevovodima koji bi vodio do 300 stanovnika Chungungoa.
Projekt koji je završen 1992. godine u početku je postigao spektakularan uspjeh s prosječnom proizvodnjom od 15.000 litara vode dnevno (na 100.000 litara) koje su se mogle pohraniti ili odvoditi u selo za piće, kupanje i navodnjavanje. Postignuti uspjeh rezultirao je velikim publicitetom, stanovnici  su kolektore nazivali "čudom“.
Nažalost, IDRC izvještava da je deset godina kasnije, 2002. godine, ostalo samo 9 sakupljača od 50 postavljenih te da su u lošem stanju. S druge strane, MSC navodi u svom članku da je objekt još uvijek bio u potpunosti funkcionalan 2003. godine.
Kao razlog  neuspjeha ovog projekta navode se mnogi čimbenici. Budući da je projekt započeo u jednom smjeru, a provedba se nastavila u drugom smjeru javlja se neorganiziranosti, koja je dovela do nejasnog krajnjeg cilja. Mještani Chungungo formirali su odbor za održavanje i popravak kolektora koji su financirani iz seoskih domaćinstava, ali je nova vodoopskrba dovela do povećanja populacije sela, a odbor nije imao sredstva za nadogradnju sustava.
Međutim, postojeći dokazi upućuju na to da je neuspjeh popravljen i da su operacije uspješne.

### Marokanski projekt
Mahadi Lafram iz tima Dar Si Hmad (DSH), marokanska nevladinih  udruga, govori u ožujku 2015. godine o izgradnji sustava na području Anti-Atlasa. Upravo u tom području je velika potražnja za vodom, a isto to područje prekriveno je maglom 6 mjeseci godišnje. Tehnologija koju je osmislila DSH u sebi ima i sustav za praćenje količine sakupljene vode te dostavu podataka putem SMS poruka. Ovakav sustav je od presudne važnosti u poticanju društva u lokalnoj zajednici. Prema ispitivanju MIT-a, metode prikupljanja magle koje provodi DSH, „poboljšavaju učinkovitost prikupljanja za oko petsto posto“.

### Međunarodna primjena
Iako sami projekt nije uspio u Čileu, ova metoda prikupljanja vode prihvaćena je diljem svijeta. Danas, Internacionalna Organizacija za korištenje rose (International Organization for Dew Utilization) radi na efektivnim kondenzatorima na bazi folije za regije u kojima kiša ili magla ne mogu pokriti potrebe vode tijekom cijele godine.
Nedugo nakon uspjeha, formirana je neprofitna organizacija, FogQuest, koja je započela djelovanje i postavljanje novih sustava u Jemenu i središnjem Čileu, projektiranje novih sustava za Gvatemalu, Haiti i Nepal u nadi da će ovo biti projekt za budućnost s velikom funkcionalnošću. Sela u ukupno 25 država svijeta posjeduju ovaj sustav prikupljanja magle. Neki od njih se koriste za održavanje vegetacije. Pretpostavka je da će upravo ovaj sustav biti jedan od glavnih sustava prikupljanja magla u budućnosti. 

## Prednosti
Voda se može prikupljati u bilo kojem okolišu, uključujući i iznimno suha područja, kao što je pustinja Atacama. Tako prikupljena voda može biti sigurnija za piće od vode vađene iz zemlje. Sakupljanje magle smatra se  niskobudžetnim načinom prikupljanja vode, nakon postavljanja potrebno je samo povremeno četkanje mreže kako bi ostala čista. Dijelove nije teško pronaći, što omogućava jednostavni popravak sustava isto tako za opravak nije potrebno veliko znanje. Sakupljači magle najjeftiniji su oblik alternativnog sakupljanja vode.

## Nedostatci
Postavljanja sakupljača magle ograničeno je klimom i područjem postavljanja. Količina prikupljene vode tijekom godine se razlikuje, na količinu vode koja je skupljena utječu vremenske promjene. Voda koja je prikupljena može sadržavati štetne organizme, prašinu i insekte. Sakupljena vlaga može potaknuti rast plijesni i drugih moguće toksičnih mikroorganizama na mreži.

## Vanjske poveznice
1. Stenocara gracilipes
2. Kontaktni kut
3. Shade Cloth
4. Katoličko sveučilište Čilea
5. International Development Research Centre Canada
6. MSC-Meteorological Service of Canada
7. CONAF
8. garúa
9. [neaktivna poveznica]
10. International Organization for Dew Utilization)